# 金尼爾山脈
69°32′S 67°40′W / 69.533°S 67.667°W
金尼爾山脈（英語：Kinnear Mountains）是南極洲的山脈，位於葛拉漢地，處於普羅斯佩克特冰川以西，海拔高度875米，在1936年由英國探險隊發現和測量，以鳥類學家命名。